# خاتغال
خاتغال (به زبان مغولی: Хатгал тосгон، [Xatgal tosgon]؛ ᠬᠠᠳᠭᠠᠯ ᠲᠣᠰᠬᠤᠨ، [qadɣal tosqun]) یک شهرک در مغولستان است که در تابعیت شهرستان آلاغ‌اردنه، در استان خوفسگول قرار دارد.
شهر خاتغال در بین سال‌های ۱۹۳۱ و ۱۹۳۳ میلادی، مرکز اداری استان خوفسگول بود. در سال ۱۹۳۳ میلادی، مرکز اداری این استان به شهر مورون منتقل شد. 
در ماه مه سال ۱۹۹۴ میلادی، «شهرستان خاتغال» استقلال خود را از دست داد و ضمیمهٔ شهرستان آلاغ‌اردنه. این موضوع البته تا به امروز مورد اعتراض ساکنین خاتغال قرار گرفته، که چندین بار درخواست خود برای بازتاسیس «شهرستان خاتغال» را به اولان‌باتور فرستاده‌اند.
خاتغال در سال ۲۰۰۷ میلادی، به شبکهٔ برق سراسری مغولستان و به شبکهٔ خطوط ارتباطی موبایل متصل شد.